# Lasse Haldorsen
Lasse Haldorsen (19 gennaio 1999) è un giocatore di calcio a 5 e calciatore norvegese, difensore dell'Hulløy e difensore del Gjelleråsen.

## Carriera
Haldorsen ha giocato nelle giovanili del Bodø/Glimt. Come previsto dai regolamenti norvegesi, a partire dal campionato 2016-2017 ha giocato per l'Hulløy, compagine di calcio a 5 militante nella massima divisione locale.
Per quanto concerne l'attività calcistica, nel 2018 è passato allo Junkeren, compagine militante in 3. divisjon. Ha esordito in squadra in data 15 aprile, in occasione della vittoria per 2-3 arrivata sul campo del Grei. Il 9 giugno ha trovato il primo gol, nel successo per 1-2 arrivato sul campo dello Skjervøy.
Il 5 dicembre 2018, Haldorsen ha debuttato nella Nazionale di calcio a 5 della Norvegia, in occasione della vittoria per 2-5 arrivata sulla Groenlandia.
Il 24 febbraio 2020, Haldorsen è passato a titolo definitivo dallo Junkeren al Bærum. L'11 luglio ha giocato la prima partita in 2. divisjon: è stato schierato titolare nel pareggio per 0-0 contro il Notodden.

## Statistiche

### Presenze e reti nei club
Statistiche aggiornate al 10 aprile 2021.
| Stagione        | Squadra         | Campionato      | Campionato | Campionato | Coppe nazionali | Coppe nazionali | Coppe nazionali | Coppe continentali | Coppe continentali | Coppe continentali | Altre coppe | Altre coppe | Altre coppe | Totale | Totale | Totale |
| Stagione        | Squadra         | Comp            | Pres       | Reti       | Comp            | Pres            | Reti            | Comp               | Pres               | Reti               | Comp        | Pres        | Reti        | Pres   | Reti   |        |
| --------------- | --------------- | --------------- | ---------- | ---------- | --------------- | --------------- | --------------- | ------------------ | ------------------ | ------------------ | ----------- | ----------- | ----------- | ------ | ------ | ------ |
| 2018            | Junkeren        | 3D              | 24         | 1          | CN              | 2               | 0               | -                  | -                  | -                  | -           | -           | -           | 26     | 1      |        |
| 2019            | Junkeren        | 3D              | 13         | 0          | CN              | 0               | 0               | -                  | -                  | -                  | -           | -           | -           | 13     | 0      |        |
| Totale Junkeren | Totale Junkeren | Totale Junkeren | 37         | 1          |                 | 2               | 0               |                    | -                  | -                  |             | -           | -           | 39     | 1      |        |
| 2020            | Bærum           | 2D              | 11         | 0          | -               | -               | -               | -                  | -                  | -                  | -           | -           | -           | 11     | 0      |        |
| 2021            | Bærum           | 2D              | 10         | 0          | CN              | -               | -               | -                  | -                  | -                  | -           | -           | -           | 10     | 0      |        |
| Totale Bærum    | Totale Bærum    | Totale Bærum    | 21         | 0          |                 | 0               | 0               |                    | -                  | -                  |             | -           | -           | 21     | 0      |        |
| 2022            | Gjelleråsen     | 3D              | 1          | 0          | CN              | 0               | 0               | -                  | -                  | -                  | -           | -           | -           | 1      | 0      |        |
| Totale carriera | Totale carriera | Totale carriera | 59         | 1          |                 | 2               | 0               |                    | -                  | -                  |             | -           | -           | 61     | 1      |        |